# Новое Лукино (Вологодская область)
Новое Лукино — деревня в Бабаевском районе Вологодской области.
Входит в состав Борисовского сельского поселения (с 1 января 2006 года по 13 апреля 2009 года была центром Новолукинского сельского поселения), с точки зрения административно-территориального деления — центр Новолукинского сельсовета.
Расстояние до районного центра Бабаево по автодороге — 70 км, до центра муниципального образования села Борисово-Судское по прямой — 7 км. Ближайшие населённые пункты — Волково, Игнатово, Старое Лукино.
По переписи 2002 года население — 252 человека (128 мужчин, 124 женщины). Преобладающая национальность — русские (98 %).